# Sadler
Sadler – miasto w Stanach Zjednoczonych, w stanie Teksas, w hrabstwie Grayson.